# Juan María Muñoz y Manito
Juan María Muñoz Manito (Cádiz, España; 4 de marzo de 1761 - Madrid.; 10 de noviembre de 1848) fue un militar español durante las Guerras Revolucionarias Francesas y la Guerra de la Independencia Española.
A los 13 años de edad ingresa como cadete en el Regimiento de Infantería de España, con el que viajaría a Cuba en 1775 (a este Regimiento pertenecía también Fernando de Leyba). En 1779 viaja a Nueva Orleans para participar en las expediciones sobre la Florida Occidental, en manos inglesas, comandadas por el gobernador de La Luisiana Bernardo de Gálvez, y que culminarían en la decisiva Batalla de Pensacola (1781). Por su actuación en dicha batalla fue ascendido a subteniente. 
En 1790 es destinado a Orán, asediada por el rey de Argel, donde, a los tres días de su llegada, se produce un terremoto que deja la ciudad en ruinas. Abandona la plaza en febrero de 1792 siendo primer teniente.
Recién nombrado capitán, participa en la Guerra del Rosellón, donde recibe dos heridas en la retirada de la batalla de San Lorenzo de Muga. Firmada la Paz de Basilea en 1795, vuelve a Cádiz con el Regimiento de España desde donde resiste, en 1797, dos bombardeos de la ciudad por parte de los ingleses. En 1799 le fue confiado el mando de doscientos hombres a bordo del navío El Soberano, si bien el barco de guerra se mantuvo retenido en Brest la mayor parte de la guerra hasta la firma de la Paz de Amiens.
En 1805 participa en la Batalla de Finisterre entre las escuadra franco-española del almirante Pierre Charles Silvestre de Villeneuve y la escuadra inglesa del vicealmirante Robert Calder. El navío en el que servía, el Firme, fue apresado junto al San Rafael, y su tripulación llevada al puerto de Plymouth como prisioneros de guerra. El capitán Muñoz pasa allí cuatro meses hasta su vuelta a la península. 
En 1806 es destinado a Ceuta. Allí se une al alzamiento popular del 2 de mayo de 1808, incorporándose junto con su regimiento al Ejército de Andalucía, ya ascendido a sargento mayor. El 11 de agosto de 1809 participa en la Batalla de Almonacid, por la que es ascendido a teniente coronel, y el 19 de diciembre en la de Ocaña al mando del segundo batallón del Regimiento de Loja. Las sucesivas derrotas empujan al ejército a Cádiz, donde en 1810 es ascendido a coronel y recibe el mando del regimiento de Murcia. Con dicho regimiento participa en la batalla de Chiclana, el 5 de marzo de 1811 y en la Batalla de La Albuera, el 16 de mayo del mismo año. 
El 9 de enero de 1812, siendo brigadier, capitula junto a su regimiento en Valencia junto a todo el ejército del general Joaquín Blake frente a las tropas francesas del mariscal Louis Gabriel Suchet. Es conducido a Francia, de donde se fuga el 30 de noviembre de 1813 junto al entonces coronel José de la Mar, regresando a España en junio de 1814, con la guerra ya acabada.
Después de la guerra continúa mandando el regimiento de Murcia, teniendo que parar, en 1817, un intento de sublevación por parte de oficiales afectos al teniente general Luis Lacy y Gautier, principal cabecilla de un pronunciamiento constitucional. Por su decisiva participación es ascendido a mariscal de campo.
Paradójicamente le es retirado el mando y permanece de cuartel en Sanlúcar de Barrameda hasta el final del trienio liberal. Con el restablecimiento de la monarquía absoluta vuelve a obtener la confianza de Fernando VII, que le nombra gobernador militar y político de Ceuta, Jaca, Tuy y de nuevo Ceuta hasta su pase a la reserva en 1831.
Poseedor de las cruces de Albuera, Almonacid y Aranjuez y la Medalla de Honor concedida por su cautiverio en un depósito de Francia, fallece en Madrid el 10 de noviembre de 1848, a los 87 años de edad.
Juan María era hijo y nieto de militar. Su padre, oficial de infantería del Regimiento España, Fernándo Muñoz, de Cádiz, al igual que su madre, Gertrudis Manito. Fueron nueve hermanos, los 5 varones, de los cuales cuatro oficiales: Juan María, Miguel, Gerónimo Tomás y Josef . Los tres últimos fueron forzados a pasar a retiro "de cuartel" en el trienio liberal, siendo Tenientes Coroneles, por haber apoyado al Rey (igual que hizo Juan María). Más tarde solicitaron al Rey el reingreso pero no les fue concedido.
Tuvo cinco hijos varones de dos matrimonios. Con su primera mujer, María Josefa Pérez Granados de los Reyes, fallecida el 17 de agosto de 1815, tuvo tres hijos varones, Juan María Muñoz Pérez-Granados, mariscal de Campo de Ingenieros, a Rafael Muñoz Pérez-Granados, mariscal de Campo de Artillería y a José Muñoz Pérez-Granados, brigadier de Artillería. Con su segunda mujer, Marta Salazar Sandoval de los Reyes tuvo dos hijos varones, Antonio Muñoz Salazar, mariscal de Campo de Ingenieros (general de División) y Francisco Muñoz Salazar, Mariscal de Campo de Artillería.
Antonio Muñoz Salazar (21SEP1824 Ceuta (Cádiz) - 30 SEP1916 Madrid), casado con Emilia Arias Campos. Tuvieron cuatro hijos varones, Luis Muñoz Arias, Coronel de Infantería,  Antonio Muñoz Arias, coronel de Caballería, Ricardo Muñoz Arias, coronel de Artillería y Juan Muñoz Arias, comandante de Caballería.
Luis Muñoz Arias tuvo cuatro hijos militares, Luis Muñoz Valcárcel, teniente coronel de Infantería, José Muñoz Valcarcel, general de División, de Infantería, jefe del Regimiento 262 de la División Azul cuando era el jefe del Regimiento de Carros de Combate Alcázar de Toledo N.º 61 (primer Jefe del Regimiento), Rafael Muñoz Valcárcel, Alférez de Regulares de Larache, muerto en su primer combate, recién destinado, en las operaciones de Beni Aros, el 11 de julio de 1921, al poco tiempo de su salida de la Academia de Infantería y Antonio Muñoz Valcarcel. Este, siendo teniente coronel, fue jefe accidental del Tercio Duque de Alba 2.º de la Legión, Jefe de la 224 Comandancia de Fronteras de la Guardia Civil,Lérida, Jefe de la 221 Comandancia de Fronteras de la Guardia Civil, Badajoz y, en el empleo de Coronel, Jefe del Regimiento Ceuta n.º 54, en Ceuta y posteriormente del  Grupo de Fuerzas Regulares Indígenas Alhucemas n.º 5 en Segangan, Marruecos. Además tuvieron dos hermanas, Maruja y María del Carmen Muñoz Valcárcel. Esta última fue Presidenta, a partir del año 1939, de la Asociación, "Hogar-Residencia de María Inmaculada par Viudas y Huérfanas de Militares". Luis, José, las dos hermanas y la madre de todos ellos estuvieron presos durante la Guerra Civil. Los dos primeros condenados a cárcel por los delitos de "Alta traición y espionaje".
Antonio Muñoz Valcárcel tuvo cuatro hijos, dos varones, uno de ellos ya fallecido, Antonio Muñoz Manero, general de División, de Infantería, legionario y paracaidista, DEM. Participó en la Guerra de IFNI-SAHARA como teniente de la VI Bandera del Tercio Duque de Alba 2.º de la Legión. Fundador y más tarde capitán jefe de la 13.ª Compañía de la III Bandera de Paracaidistas. Fue agregado militar adjunto en la Embajada de España en Bélgica y Países Bajos. Comandante de la III Bandera de Paracaidistas, teniente coronel jefe de la I Bandera de Paracaidistas, coronel jefe del Regimiento Isabel la Católica N.º 29 y General Jefe de la BRIPAC. Como General de División fue Jefe de la Jefatura Logística Regional Levante y Gobernador Militar de Valencia. El segundo hijo es actualmente Teniente General en situación de retiro.

### Sobre Juan María Muñoz
- Carlos Zamarriego y Carlos Muñoz (2009). Mariscal Muñoz. Bubok Publishing. ISBN 978-84-9916-293-5.

- Datos: Q5951364